# Station Frant
Frant is een spoorwegstation van National Rail in Bells Yew Green, Wealden in Engeland. Het station is eigendom van Network Rail en wordt beheerd door Southeastern. 